# Orphin
Orphin /ɔʀˈfɛ̃/ è un comune francese di 940 abitanti situato nel dipartimento degli Yvelines nella regione dell'Île-de-France.

## Società

### Evoluzione demografica
Abitanti censiti